# Compagnia dei carabinieri del principe
La Compagnia dei carabinieri del principe (in francese La Compagnie des Carabiniers de S.A.S. le Prince) è un'unità cerimoniale in servizio presso il palazzo dei Principi di Monaco, fondata dal principe Onorato IV nel 1817.
Inizialmente possedeva il nome di "Compagnia delle guardie".

## Storia
La compagnia dei carabinieri del principe venne costituita l'8 dicembre 1817 dal principe Onorato IV di Monaco tramite suo figlio ed erede Onorato Grimaldi, duca del Valentinois, amministratore del principato e futuro principe egli stesso (col nome di Onorato V).
Nel 1865 venne creata la prima Milice Nationale di Monaco.
Nel 1870, con la guerra franco-prussiana, alcuni militi vennero richiamati in servizio nell'esercito francese riducendo il Corpo a pochi uomini (molti di loro erano parte della riserva dell'esercito francese). Molti soldati locali vennero quindi rimpiazzati coi cosiddetti papalins, truppe provenienti dal disciolto Stato Pontificio (ancora oggi una strada a Fontvieille porta il loro nome).
La Compagnia ha assunto l'attuale denominazione il 26 gennaio 1904 a seguito di un riordino voluto dal principe Alberto I.

## Servizi

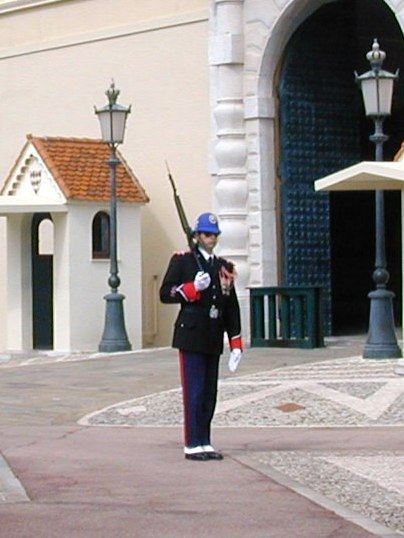
Carabiniere in guardia al palazzo dei Principi.

Compito della Compagnia è quello di proteggere la persona del principe sovrano e la sua famiglia, specie in occasioni solenni civili, militari e religiose. È perciò presente in ogni occasione pubblica all'interno del Principato di Monaco dove sia presente il principe e spesso si avvale anche della collaborazione della Polizia monegasca.
Al Corpo spetta anche la difesa del palazzo dei Principi, della residenza estiva del sovrano e delle loro immediate vicinanze.
Suoi compiti sono anche di rendere gli onori militari agli ospiti accreditati presso la corte principesca.
Un drappello composto da un ufficiale, due sottufficiali e dodici carabinieri è inoltre incaricato di custodire lo stendardo del sovrano regnante.
Il Corpo dispone di una modernissima centrale operativa e i carabinieri sono dotati di armi moderne, sia corte che lunghe.

### Cambio della guardia presso il palazzo dei Principi
La Compagnia dei carabinieri del principe è famosa in tutto il mondo per il tradizionale Cambio della Guardia, che avviene ogni giorno davanti al palazzo principesco alle ore 11,55. I carabinieri che prendono servizio si mettono in marcia e, preceduti dalla fanfara composta da tamburi e trombe (a cui nelle cerimonie più importanti si aggiunge la fanfara vera e propria, più numerosa), ricevono le consegne dei Carabinieri che li hanno preceduti, prendendo poi posto nelle garitte e all'interno del palazzo.

## Uniforme
L'uniforme nel periodo invernale è costituita da una camicia bianca, una giacca blu con polsini rossi, cordelline rosse o bianche e bottoni argentati, pantaloni blu con una banda rossa e ghette bianche; portano un elmetto di tipo coloniale di colore blu a cui nelle occasioni solenni sono aggiunte delle piume, così come per le spalline rosse sulla giacca. Appuntate al petto, le decorazioni del Principato ed eventualmente quelle dell'esercito francese, dato che molti carabinieri provengono proprio da qui.
L'uniforme estiva è di colore bianco.

## Requisiti per l'arruolamento
Chi vuole arruolarsi deve necessariamente:
- essere di nazionalità francese e aver svolto servizio militare o possedere una formazione militare nell'esercito francese;
- avere un'età compresa tra i 19 e i 27 anni;
- essere celibe (il permesso di matrimonio viene dato solo dopo che si è cominciato il servizio);
- essere alti almeno 1,80 m;
- godere di buona salute e avere un'eccellente condizione fisica;
- praticare qualche sport e, in particolar modo, saper nuotare;
- mostrare una buona formazione intellettuale e avere un buon livello scolastico;
- essere in possesso di una patente di guida dell'École de la logistique et du train.

## Attuale composizione della Compagnia
La Compagnia dei carabinieri del principe comprende 113 uomini, di cui 3 ufficiali, 16 sottufficiali e 94 uomini di truppa. La maggior parte dei membri proviene dall'esercito francese; molti provengono dalla Croce Rossa monegasca.
La Compagnia comprende anche una corpo bandistico formato da 27 musicisti chiamato "fanfara", un plotone di motociclisti con funzioni di scorta al principe e una squadra di sommozzatori.

## Gradi
Gradi della Compagnia dei carabinieri del principe del Principato di Monaco:
| ufficiali            |                      |                    |                    |              |              |
| colonnello           | colonnello           | tenente colonnello | tenente colonnello | comandante   | comandante   |
| capitano             | capitano             | tenente            | tenente            | sottotenente | sottotenente |
| sottufficiali        |                      |                    |                    |              |              |
| assistente           | assistente           | aiutante capo      | aiutante capo      | aiutante     | aiutante     |
| maresciallo maggiore | maresciallo maggiore | maresciallo capo   | maresciallo capo   | maresciallo  | maresciallo  |
| graduati e militi    |                      |                    |                    |              |              |
| brigadiere           | brigadiere           | brigadiere         | carabiniere        | carabiniere  | carabiniere  |

## Elenco dei comandanti del Corpo
Quello che segue è un elenco cronologico dei comandanti della Compagnia dei carabinieri del principe:
- Comandante Maurice Allent (1978-1993)
- Tenente Colonnello Luc Frigant (1993-2005)
- Tenente Colonnello Jacques Morandon (2005-2007)
- Comandante Philippe Rebaudengo (2007-2017)
- Tenente colonnello Gilles Convertini (2017-2022)
- Tenente colonnello Martial Pied (2022-in servizio)